# Tommaso Cascella
Pour les articles homonymes, voir Cascella.
Tommaso Cascella, né en 1890 à Ortona et mort en 1968, est un peintre italien, connu pour les couleurs vives de ses paysages.

## Biographie
Tommaso Cascella est né le 24 mars 1890 à Ortona. Il est le fils de Basilio Cascella. Il a été formé dans le Liceo Artistico de Giuseppe Misticoni. Ses jeunes frères et sœurs, Michele (1907-1941), et Gioacchino étaient tous des peintres. Il se rend à Paris en 1909. Leur maison à Pescara est aujourd'hui le Museo civico Basilio Cascella (it).
Il est le père d'Andrea Cascella et de Pietro Cascella.